# Le Bignon-du-Maine
Pour les articles homonymes, voir Bignon.
Le Bignon-du-Maine est une commune française, située dans le département de la Mayenne en région Pays de la Loire, peuplée de 320 habitants.
La commune fait partie de la province historique du Maine, et se situe dans le Bas-Maine.

## Géographie

### Communes limitrophes
| Maisoncelles-du-Maine | Maisoncelles-du-Maine                                                 | Arquenay                                |
| Maisoncelles-du-Maine | du Bignon-du-Maine                                                    | Meslay-du-Maine                         |
| Villiers-Charlemagne  | Villiers-Charlemagne, Ruillé-Froid-Fonds (sur une centaine de mètres) | Meslay-du-Maine, Saint-Charles-la-Forêt |

### Climat
Pour des articles plus généraux, voir Climat des Pays de la Loire et Climat de la Mayenne.
En 2010, le climat de la commune est de type climat océanique altéré, selon une étude du CNRS s'appuyant sur une série de données couvrant la période 1971-2000. En 2020, Météo-France publie une typologie des climats de la France métropolitaine dans laquelle la commune est exposée à un climat océanique et est dans la région climatique  Moyenne vallée de la Loire, caractérisée par une bonne insolation (1 850 h/an) et un été peu pluvieux. 
Pour la période 1971-2000, la température annuelle moyenne est de 11,3 °C, avec une amplitude thermique annuelle de 13,8 °C. Le cumul annuel moyen de précipitations est de 749 mm, avec 12,2 jours de précipitations en janvier et 6,6 jours en juillet. Pour la période 1991-2020, la température moyenne annuelle observée sur la station météorologique de Météo-France la plus proche, sur la commune de Villiers-Charlemagne à 6 km à vol d'oiseau, est de 12,0 °C et le cumul annuel moyen de précipitations est de 767,9 mm,. Pour l'avenir, les paramètres climatiques de la commune estimés pour 2050 selon différents scénarios d'émission de gaz à effet de serre sont consultables sur un site dédié publié par Météo-France en novembre 2022.

## Urbanisme

### Typologie
Au 1er janvier 2024, Le Bignon-du-Maine est catégorisée commune rurale à habitat très dispersé, selon la nouvelle grille communale de densité à sept niveaux définie par l'Insee en 2022.
Elle est située hors unité urbaine. Par ailleurs la commune fait partie de l'aire d'attraction de Laval, dont elle est une commune de la couronne,. Cette aire, qui regroupe 66 communes, est catégorisée dans les aires de 50 000 à moins de 200 000 habitants,.

### Occupation des sols
L'occupation des sols de la commune, telle qu'elle ressort de la base de données européenne d’occupation biophysique des sols Corine Land Cover (CLC), est marquée par l'importance des territoires agricoles (100 % en 2018), une proportion identique à celle de 1990 (100 %). La répartition détaillée en 2018 est la suivante : 
terres arables (69 %), prairies (24 %), zones agricoles hétérogènes (7 %). L'évolution de l’occupation des sols de la commune et de ses infrastructures peut être observée sur les différentes représentations cartographiques du territoire : la carte de Cassini (XVIIIe siècle), la carte d'état-major (1820-1866) et les cartes ou photos aériennes de l'IGN pour la période actuelle (1950 à aujourd'hui).

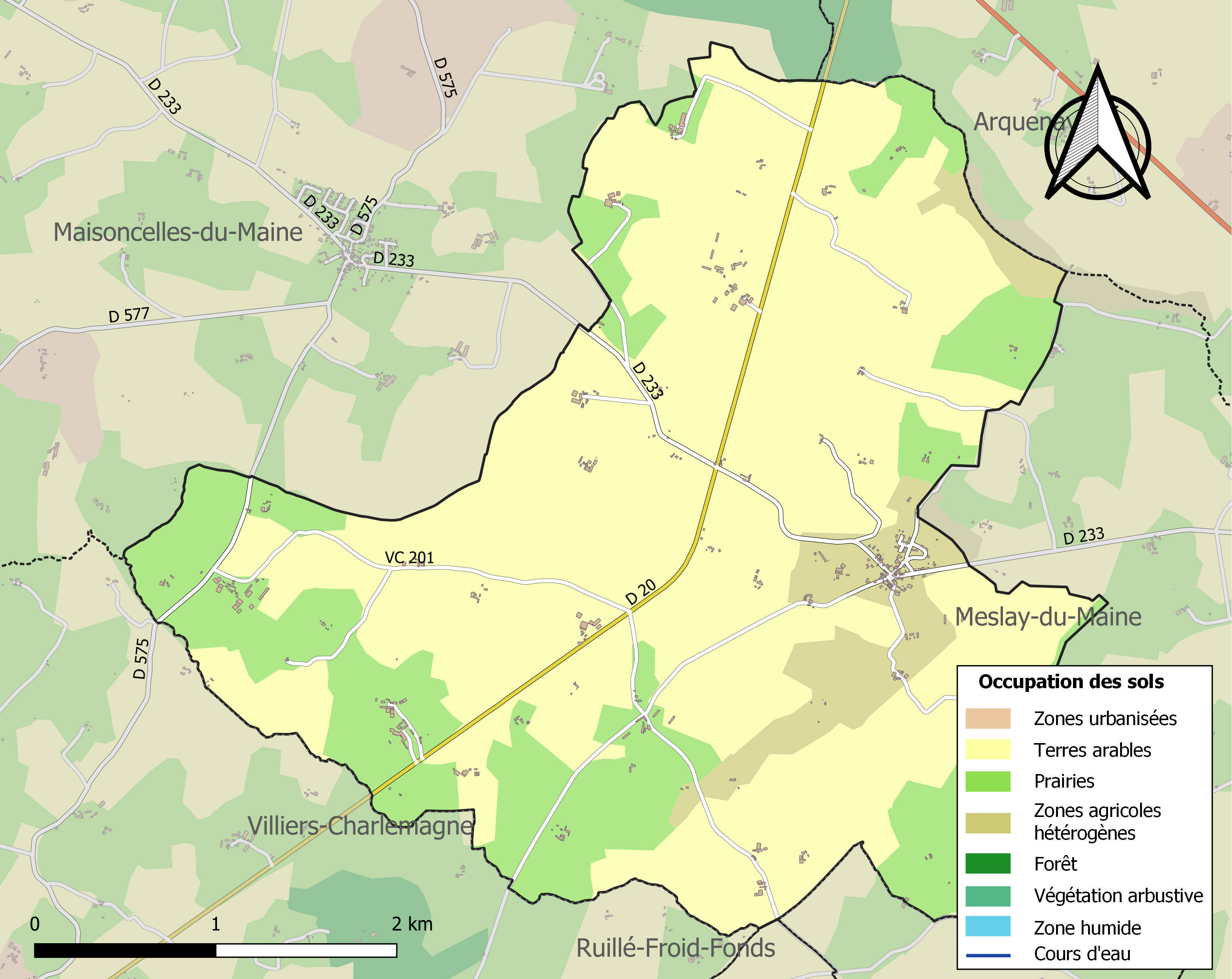
Carte des infrastructures et de l'occupation des sols de la commune en 2018 (CLC).

## Toponymie
Attestée sous les formes Buino au XIe siècle, puis de Bugnone en 1090[réf. nécessaire].
Le nom de cette paroisse puis de la commune remonterait au XIe siècle (Buino). Il proviendrait d'un mot pré-latin borna, qui signifie « trou », dans le sens actuel en français de « borgne ».
Ce toponyme très répandu dans le Maine a pu désigner un rucher, des petites ruches. Bignon est un mot de langue d'oïl bien implanté en Mayenne, qui désignait une  « eau qui jaillit du sol, une source avant sa sortie de terre, une fondrière »[réf. nécessaire].
Le sens du toponyme est « la source », voire plus précisément « source dans un champ ». Le nom commun a continué à être utilisé au Moyen Âge, ce qui explique la présence d'un article.
En 1919, Le Bignon devient Le Bignon-du-Maine.
Le gentilé est Bignonnais.

## Politique et administration
| Période      | Période      | Identité                  | Étiquette | Qualité             |
| ------------ | ------------ | ------------------------- | --------- | ------------------- |
| 1855         | 1873         | Auguste Guays des Touches |           | Propriétaire        |
|              |              |                           |           |                     |
| 1953         |              | Joseph Cherruault         |           |                     |
| avant 1981   |              | Emile Deffay              |           |                     |
| 1989         | mars 2001    | Bernard Chabrun           |           |                     |
| mars 2001    | janvier 2007 | Michel Normand            |           | Gérant d'entreprise |
| janvier 2007 | En cours     | Jean-Louis Bellay         | SE        | Agriculteur         |

Le conseil municipal est composé de onze membres dont le maire et trois adjoints.

## Population et société

### Démographie
L'évolution du nombre d'habitants est connue à travers les recensements de la population effectués dans la commune depuis 1793. Pour les communes de moins de 10 000 habitants, une enquête de recensement portant sur toute la population est réalisée tous les cinq ans, les populations de référence des années intermédiaires étant quant à elles estimées par interpolation ou extrapolation. Pour la commune, le premier recensement exhaustif entrant dans le cadre du nouveau dispositif a été réalisé en 2005.
En 2022, la commune comptait 320 habitants, en évolution de −4,48 % par rapport à 2016 (Mayenne : −0,73 %, France hors Mayotte : +2,11 %).
Le Bignon a compté jusqu'à 584 habitants en 1851.
| 1793 | 1800 | 1806 | 1821 | 1831 | 1836 | 1841 | 1846 | 1851 |
| ---- | ---- | ---- | ---- | ---- | ---- | ---- | ---- | ---- |
| 437  | 405  | 467  | 456  | 512  | 523  | 545  | 570  | 584  |

| 1856 | 1861 | 1866 | 1872 | 1876 | 1881 | 1886 | 1891 | 1896 |
| ---- | ---- | ---- | ---- | ---- | ---- | ---- | ---- | ---- |
| 537  | 556  | 563  | 500  | 525  | 520  | 526  | 505  | 517  |

| 1901 | 1906 | 1911 | 1921 | 1926 | 1931 | 1936 | 1946 | 1954 |
| ---- | ---- | ---- | ---- | ---- | ---- | ---- | ---- | ---- |
| 543  | 446  | 440  | 488  | 466  | 467  | 426  | 527  | 484  |

| 1962 | 1968 | 1975 | 1982 | 1990 | 1999 | 2005 | 2006 | 2010 |
| ---- | ---- | ---- | ---- | ---- | ---- | ---- | ---- | ---- |
| 431  | 366  | 289  | 251  | 288  | 304  | 362  | 362  | 328  |

| 2015 | 2020 | 2022 | - | - | - | - | - | - |
| ---- | ---- | ---- | - | - | - | - | - | - |
| 339  | 320  | 320  | - | - | - | - | - | - |

### Manifestations culturelles et festivités

#### Activité, manifestations, label
La commune est un village fleuri (une fleur) au concours des villes et villages fleuris.

## Culture locale et patrimoine

### Lieux et monuments
- Fosses et retranchements appelés les Buttes.

Motte féodale du Bignon, connue sous l'appellation « Buttes du Bignon ».
D'après les érudits locaux de la fin du XIXe siècle, la tradition locale attribuait ces fossés et buttes à l'existence d'un camp anglais de la période de la guerre de Cent Ans.
Il s'agirait plutôt d'une édification plus ancienne, remontant au XIe siècle.
Cette motte entourée de fossés bien visibles est encore dans un état exceptionnel (une dizaine de mètres de haut). Elle a été abaissée de 4-5 mètres dans les années 1830-1840.
Elle est défendue par une enceinte circulaire également entourée de fossés. Il reste quelques traces d'une troisième enceinte.
- Château de Clavières, ancien sanatorium.
- Château des Plains

### Personnalités liées à la commune
- Auguste Guays des Touches (1828-1874), philanthrope et historien local.

### Héraldique
| Armes du Bignon-du-Maine | Les armes de la commune se blasonnent ainsi : De gueules à six écussons d'or, 3, 2 et 1. |